# Brdo, Srbija
Brdo (izvirno srbsko Брдо) je naselje v Srbiji, ki upravno spada pod Občino Nova Varoš; slednja pa je del Zlatiborskega upravnega okraja.

## Demografija
V naselju, katerega izvirno (srbsko-cirilično) ime je Брдо, živi 263 polnoletnih prebivalcev, pri čemer je njihova povprečna starost 37,4 let (38,2 pri moških in 36,6 pri ženskah). Naselje ima 100 gospodinjstev, pri čemer je povprečno število članov na gospodinjstvo 3,33.
To naselje je, glede na rezultate popisa iz leta 2002, večinoma srbsko.
|  |

| Demografija | Demografija     | Demografija     |
| Leto        | Št. prebivalcev | Št. prebivalcev |
| ----------- | --------------- | --------------- |
|             |                 |                 |
|             |                 |                 |
|             |                 |                 |
|             |                 |                 |
| 1948        | 239             |                 |
| 1953        | 339             |                 |
| 1961        | 364             |                 |
| 1971        | 416             |                 |
| 1981        | 387             |                 |
| 1991        | 443             | 443             |
| 2002        | 334             | 333             |
|             |                 |                 |

| Etnična sestava po popisu iz leta 2002 | Etnična sestava po popisu iz leta 2002 | Etnična sestava po popisu iz leta 2002 | Etnična sestava po popisu iz leta 2002 | Etnična sestava po popisu iz leta 2002 |
| -------------------------------------- | -------------------------------------- | -------------------------------------- | -------------------------------------- | -------------------------------------- |
| Srbi                                   | Srbi                                   |                                        | 329                                    | 98,79%                                 |
| Muslimani                              | Muslimani                              |                                        | 2                                      | 0,60%                                  |
| Slovenci                               | Slovenci                               |                                        | 1                                      | 0,30%                                  |
| Bolgari                                | Bolgari                                |                                        | 1                                      | 0,30%                                  |
| Neznano                                | Neznano                                |                                        | 0                                      | 0,0%                                   |